# Campo de Santa Clara
O Campo de Santa Clara ou Adro de Santa Engrácia é um logradouro em Lisboa, Portugal.
Localiza-se na zona oriental da cidade e pertence à freguesia de São Vicente (antigas freguesia de São Vicente de Fora, entre a Estação Ferroviária de Lisboa-Santa Apolónia, de Santa Engrácia, da Graça e de Santo Estêvão).
O Campo deve o seu nome ao Mosteiro das Clarissas aí construído em 1294 e que foi destruído pelo terramoto de 1755).
O Jardim Boto Machado, o Mercado de Santa Clara e um conjunto relevante de edifícios civis e militares encontra-se neste local.
Como exemplo de arquitetura religiosa, destacam-se aqui dois dos mais importantes templos da cidade, a saber o Mosteiro de São Vicente de Fora e o Panteão Nacional. O primeiro foi mandado construir por D. Afonso Henriques quando da conquista de Lisboa aos muçulmanos, e em cumprimento de um voto feito ao Mártir São Vicente, constituindo-se em um importante Panteão Régio da Dinastia de Bragança. O segundo, também conhecido como Igreja de Santa Engrácia, e que pela morosidade das suas obras originou o adágio popular "Obras de Santa Engrácia", é o primeiro exemplar do barroco no país e o Panteão das Figuras Ilustres da Nação.
Em termos de arquitetura civil destacam-se quatro palácios, a saber: o Palácio dos Marqueses de Lavradio, o Palácio Sinel de Cordes, o Palácio dos Condes de Barbacena e o Palácio do Conde de Resende. Todos se encontram atualmente em boas condições de conservação.
É também aqui que se organiza, desde 1882, a Feira da Ladra, semanalmente, nas manhãs de terça-feira e de sábado.